# Västra Martatjärnen
Västra Martatjärnen är en sjö i Torsby kommun i Värmland och ingår i Göta älvs huvudavrinningsområde.